# Ambeļi (pagasts)
La paroisse d'Ambeļi (letton : Ambeļu pagasts) est une entité territoriale administrative de la municipalité d'Augšdaugava dans la région de Latgale en Lettonie.
Elle borde les paroisses de Biķernieku et Višķu de son propre comté, la paroisse d'Aglona du comté de Preiļi et les paroisses de Šķeltova et Izvalta du comté de Krāslava.

## Villages et hameaux
Les plus grandes colonies de peuplements sont Ambeļi (le centre de la paroisse), Augškalne, Jaunaiskrūgs, Jurgeliški, Glinaruča, Guta, Kalna Škapari, Kondavnīki, Lauku Lāperi, Liela Baranauska, Lielie Kusenī, Mīžusāta, Pītreiši, Putani, Sveteņi, Vecie Stupeliški.

## Géographie

### Reliefs
- Gaišukolns, colline Greitas, colline Lāperu, colline Lielās Baranaukas, Pilskolns.

### Hydrographie
Ce territoire comprend plusieurs rivières :
- Balta, Dubna, Gnilarucejs, Liksna, Laksa, Mazā Muša, Paršučka, Raudinka, Rudņa, Šoltupeite, Tartaks, Taukupeite.

Il y a aussi plusieurs plans d'eau : 
- Lac Belinski, lac Danileviči, réservoir HPP Dubenecas, lac Galvani, réservoir HPP Galvani, Gluhoje, lac Guta, lac Jonani, lac Kaļķu, lac Maksinova, lac Melnais, Miglānu dzirnavezers, lac Raudinkas, Speigeits, lacs Stupelišku, Šekšineits, réservoir HPP Škivišku , le lac Vargļu, le lac Višķu (le long de la frontière), le lac Zabornajas.

On compte aussi plusieurs marais : 
- Belinsku pūrs, Speigas pūrs, Škutes pūrs, Zabornaja.

## Histoire
Jusqu'à la réforme agraire de 1920, le manoir Ambeļi est situé sur le territoire de l'actuelle paroisse d'Ambeļi.
En 1945, le conseil du village d'Augstkalne est créé dans la paroisse de Viški du district de Daugavpils. En 1959, les territoires de la ferme soviétique de P. Stučka furent ajoutés au village d'Augstkalne dans le district de Daugavpils, et le village fut rebaptisé village d'Ambeļi. En 1990, le village est réorganisé en paroisse. En 2009, la paroisse d'Ambeļi est incluse dans le comté de Daugavpils en tant que territoire administratif.

## Population
En 2008, ce pagasts comprend 731 habitants, dont 58,7 % de Lettons, 32,7 % de Russes, 1,8 % de Biélorusses, 1,3 % de Polonais et 5,4 % d'autres nationalités.